# Aanslag in Nairobi in januari 2019
De terroristische aanslag in Nairobi van januari 2019 vond plaats van 15 tot 16 januari 2019 op een hotelcomplex in de wijk Westlands in Nairobi, Kenia. Hierbij kwamen meer dan 20 mensen om het leven.

## Gebeurtenissen
Vijf bewapende mannen drongen op 15 januari rond 15:00 uur plaatselijke tijd het terrein van het luxe DusitD2 Hotel binnen. Een terrorist blies zichzelf op nabij het restaurant. Ook ontploften, waarschijnlijk door granaten, drie geparkeerde auto's. De overige terroristen doodden in het hotel 21 mensen. Meer dan 30 mensen raakten gewond. De aanslag eindigde op 16 januari in de voormiddag toen de aanslagplegers gedood waren.
Terreurbeweging Al-Shabaab eiste de aanslag op via de eigen radiozender Al-Andalus. Zij stelden dat het een vergeldingsactie was voor de beslissing van de Amerikaanse president Donald Trump om Jeruzalem te erkennen als hoofdstad van Israël.

## Eerdere aanslagen
In 2013 pleegde Al-Shabaab een aanslag op winkelcentrum Westgate in Nairobi, waarbij 67 doden vielen. In 2015 werden 148 mensen gedood bij een aanslag op een universiteit in de stad Garissa.